# Wet: The Sexy Empire
Wet: The Sexy Empire (In het buitenland ook bekend als Lula: The Sexy Empire) is een Point & Click bedrijfssimulatiespel van spelontwikkelaar Interactive Strip voor de PC. Het spel werd in 1998 uitgegeven in Europa door Take-Two Interactive.

## Verhaallijn
De hoofdpersoon wordt gezocht door de FBI omdat hij betrokken is bij een bankoverval. Verraden door zijn vriendin en beste vriend is hij gestrand in een klein stadje in de Nevada woestijn. Hier ontmoet hij de mooie blonde Lula, die probeert om beroemd te worden en op weg is naar Las Vegas. Na een wilde nacht met haar besluit hij om haar beroemd te maken in de porno wereld.

## Gameplay
De speler moet pornografische foto's en films maken van Lula en deze vervolgens verkopen aan een distributeur. Met het verdiende geld moet men beter materiaal kopen en eventueel speeltjes om de foto's en films professioneler te maken. Naarmate het spel vordert kan men ook eigen shops openen om de foto's en film aan de man te brengen. Verder in het spel kan men verhuizen naar Las Vegas om daar vervolgens een groot porno imperium op te bouwen.